# KPN-toren (Haarlem)
De telecom- en datatoren in Haarlem, in de volksmond ook nog wel de PTT/KPN-toren genoemd, is een betontoren met zendmast in de Noord-Hollandse gemeente Haarlem. De toren staat op de hoek van de Oudeweg met de A. Hofmanweg op het Bedrijventerrein Waarderpolder.
Vanaf de toren worden radio- en televisie-uitzendingen, dataverkeer en (mobiele) telecommunicatie doorgegeven. Daarnaast is er ook ruimte beschikbaar voor datacenterdiensten.

## Bouw
De toren maakt onderdeel uit van een gebouwencomplex met een telefooncentrale, kantoren en atoomkelder waarvan de bouw begon in 1967. De torenschacht is in september 1968 gebouwd met een glijbekisting in een tijdsbestek van 25 dagen. De afbouw van o.a. de vloeren, trappen, lift, en bordessen duurde daarna nog ruim een jaar. De toren heeft een diameter van 10,8 meter. De constructie van de toren zonder zendmast bedraagt 112 meter en is hiermee het hoogste gebouw van Haarlem. Als fundering zijn vijftig palen van zeventien meter lang in de grond geplaatst waarop een betonnen funderingsplaat van 2,5 meter dik en twintig meter diameter ligt. Vanwege haar functie als straalverbindingstoren was een grote stijfheid van de constructie bij wind van groot belang. Een straalverbinding blijft in stand tot een hoekverdraaiing van 0,5 graden.
De toren en bijbehorende telefooncentrale werden op 28 januari 1972 door de commissaris van Noord-Holland Ferdinand Jan Kranenburg geopend.

## Gebruik
De toren verzorgde bij aanvang de straalverbinding met Scheveningen Radio in IJmuiden die de communicatie met het internationale scheepvaartverkeer verzorgde en de kortegolfantennes in Nederhorst den Berg. Een maand later werd de toren ook gebruikt voor capaciteitsuitbreiding van het telefoonverkeer tussen Haarlem en Amsterdam. Een jaar later werd de toren opgenomen in het landelijke straalzendernet van de PTT. De toren heeft hierbij een vaste straalverbinding met de Toren van Wormer en de Telecomtoren Zuidas.
In 1976 werd de toren in gebruik genomen als ontvangststation voor de kabeltelevisie in Haarlem. In 1977 werd de toren als straalverbinding gebruikt voor de internationale verslaggeving van de Grand Prix Formule 1 in Zandvoort.

## Eigendom
Tot 2007 was de eigenaar van de toren KPN dat eerder de naam PTT droeg. De toren kwam in beheer van het bedrijf Alticom nadat de Nederlandse Mededingingsautoriteit (NMa) de KPN had gedwongen zijn torens te verkopen vanwege de monopoliepositie van het telecombedrijf. In januari 2019 werd de naam van Alticom gewijzigd in Cellnex.

## Slechtvalken
Sinds 2006 bevindt zich op 112 meter hoogte een nest van de slechtvalk. In 2008 werd een nestkast aangebracht. Het nest wordt door natuurwerkgroepen in samenwerking met de eigenaar actief gemonitord. In 2018 werden er vier jonkies geboren.